# Ramon Machado de Macedo
Ramon Machado de Macedo, meglio noto come Ramon (Carbonita, 4 aprile 1991), è un calciatore brasiliano, attaccante dell'Araz.

## Carriera
Il 1º settembre 2021 viene acquistato dalla squadra azera del Neftçi Baku.

## Statistiche

### Presenze e reti nei club
Statistiche aggiornate al 2 maggio 2022.
| Stagione        | Squadra           | Campionato      | Campionato | Campionato | Coppe nazionali | Coppe nazionali | Coppe nazionali | Coppe continentali | Coppe continentali | Coppe continentali | Altre coppe | Altre coppe | Altre coppe | Totale | Totale |
| Stagione        | Squadra           | Comp            | Pres       | Reti       | Comp            | Pres            | Reti            | Comp               | Pres               | Reti               | Comp        | Pres        | Reti        | Pres   | Reti   |
| --------------- | ----------------- | --------------- | ---------- | ---------- | --------------- | --------------- | --------------- | ------------------ | ------------------ | ------------------ | ----------- | ----------- | ----------- | ------ | ------ |
| 2012-2013       | Jahn Ratisbona    | 2L              | 25         | 2          | CG              | 0               | 0               |                    | -                  | -                  |             | -           | -           | 25     | 2      |
| 2014            | Lajeadense        | PD/RS           | 0          | 0          | CB              | 1               | 0               |                    | -                  | -                  |             | -           | -           | 1      | 0      |
| 2014            | Esportivo         | PD/RS           | 6          | 2          |                 | -               | -               |                    | -                  | -                  |             | -           | -           | 6      | 2      |
| 2015            | Lajeadense        | PD/RS           | 16         | 6          | CB              | 2               | 0               |                    | -                  | -                  |             | -           | -           | 18     | 6      |
| 2015            | Boa Esporte       | B               | 4          | 0          |                 | -               | -               |                    | -                  | -                  |             | -           | -           | 4      | 0      |
| 2015            | Lajeadense        | D               | 12         | 8          |                 | -               | -               |                    | -                  | -                  |             | -           | -           | 12     | 8      |
| 2016            | Brasil de Pelotas | PD/RS+B         | 12+35      | 3+0        | CB              | 2               | 0               |                    | -                  | -                  |             | -           | -           | 49     | 12     |
| 2017            | Ponte Preta       | A1/SP           | 3          | 0          | CB              | 2               | 0               | CS                 | -                  | -                  |             | -           | -           | 5      | 0      |
| 2017            | Juventude         | B               | 29         | 4          |                 | -               | -               |                    | -                  | -                  |             | -           | -           | 29     | 4      |
| 2018            | Vila Nova         | PD/GO+B         | 10+12      | 4+1        | CB              | 4               | 1               |                    | -                  | -                  |             | -           | -           | 26     | 6      |
| 2019            | Ituano            | A1/SP           | 9          | 2          |                 | -               | -               |                    | -                  | -                  |             | -           | -           | 9      | 2      |
| 2019            | Paraná            | B               | 16         | 1          |                 | -               | -               |                    | -                  | -                  |             | -           | -           | 16     | 1      |
| 2020            | Santo André       | A1/SP           | 7          | 1          | CB              | 1               | 0               |                    | -                  | -                  |             | -           | -           | 8      | 1      |
| 2020            | Botafogo-PB       | C               | 16         | 4          |                 | -               | -               |                    | -                  | -                  | CdN         | 2           | 2           | 18     | 6      |
| 2021            | Santo André       | A1/SP           | 13         | 2          |                 | -               | -               |                    | -                  | -                  |             | -           | -           | 13     | 2      |
| 2021            | Brasil de Pelotas | B               | 18         | 1          |                 | -               | -               |                    | -                  | -                  |             | -           | -           | 18     | 1      |
| set. 2021-2022  | Neftçi Baku       | PL              | 20         | 4          | CA              | 4               | 2               | UCL+UEL+UECL       | -                  | -                  |             | -           | -           | 24     | 6      |
| Totale carriera | Totale carriera   | Totale carriera | 263        | 54         |                 | 16              | 3               |                    | -                  | -                  |             | 2           | 2           | 281    | 59     |

## Palmarès

### Club

#### Competizioni nazionali
- Copa FGF: 1

Lajeadense: 2015